# (15233) 1987 WU4
1987 دابليو يو 4 (ويعرف أيضًا باسم (15233) 1987 دابليو يو 4 وفق تسمية الكوكب الصغير) (بالإنجليزية: 1987 WU4)‏ هو كويكب ضمن حزام الكويكبات؛ وترتيبه 15233 من حيث الاكتشاف.
اكتُشف هذا الجُرم الفلكي بواسطة Antonín Mrkos ‏ في 26 نوفمبر 1987.

## وصلات خارجية
- (15233) 1987 WU4 في قاعدة بيانات مختبر الدفع النفاث لأجرام النظام الشمسي الصغيرة

- الاكتشاف · مخطط المدار ·  العناصر المدارية · المعلمات المادية

- (15233) 1987 WU4 على موقع ويكي سكاي: DSS2, SDSS, GALEX, IRAS, Hydrogen α, X-Ray, Astrophoto, Sky Map, Articles and images